# Skandinavizam
Skandinavizam je bio pokret koji se razvio tijekom romantizmu u Sjeverom dijelu Europe. Skandinavisti su težili ujedinjenju nordijskih država, čak i pod jednim kraljem. Mislili su da je tako nešto naravno, između ostalog, zbog sličnih povjesnih događaja i zemljopisa. 
Ideja skandinavizma pojavljuje se u 19. stoljeću, posebice kada je Norveška dobila konstituivnost 1814. godine. Glavni zagovornik bio je N. F. S. Grundtvig, a među najbitnijim ostvarenjima pokreta bili su Nordijsko vijeće i Nordijska bescarinska unija. 
Ipak, kada je Danska pristupila 1973. Europskoj uniji, raspršio se san o jedinstvenoj Skandinavskoj zajednici, poglavito kada je Finska 2001., zamijenila svoju nacionalnu valutu s eurom, odričući se na taj način ideje o jednoj zajedničkoj skandinavskoj monetarnoj uniji.